# Fitzwilliam Darcy
Pour les articles homonymes, voir Darcy.
Vous lisez un « article de qualité » labellisé en 2011.  Il fait partie d'un « thème de qualité ».
Fitzwilliam Darcy est un personnage de fiction créé par la romancière anglaise Jane Austen. C'est le  protagoniste masculin de son roman le plus connu et le plus apprécié, Pride and Prejudice (Orgueil et Préjugés), paru en 1813. Il n'est jamais appelé par son prénom, mais toujours Monsieur Darcy (Mr Darcy) par les dames et Darcy par son ami Charles Bingley, sa tante Lady Catherine de Bourgh, et la voix narratrice.
Hôte de son ami Bingley, qui vient de louer une belle propriété, Netherfield, près de la petite ville de Meryton, dans le Hertfordshire, il est au début admiré par le voisinage car il a de la prestance et, surtout, il est le très riche — et célibataire — propriétaire d'un grand domaine dans le Derbyshire, Pemberley. Mais considérant la société locale avec un mépris hautain et une morgue tout aristocratique, il suscite rapidement l'antipathie générale, et plus particulièrement celle de la spirituelle Elizabeth Bennet, qu'il a regardée de haut à leur première rencontre, refusant sèchement de l'inviter à danser. Alors qu'elle éprouve à son encontre une animosité et un ressentiment durables, il se rend rapidement compte qu'elle l'attire beaucoup trop et qu'il serait prêt à se mésallier. Tout l'art de la romancière va consister à donner des occasions de rencontre vraisemblables à ces deux orgueilleux pleins de préjugés dont elle surveille avec une ironie tendre et discrète l'évolution psychologique parallèle à travers des quiproquos et des obstacles humains, sociaux et matériels, offrant à Darcy l'occasion de démontrer ses réelles qualités de cœur.
Jane Austen a créé avec Darcy le plus complexe (intricate) et le plus élaboré de tous ses personnages masculins. Propriétaire terrien modèle, il possède une intelligence, des qualités humaines et une capacité à se remettre en question qui le rendent digne du cœur et de la main d'Elizabeth, « la plus admirable et la plus attachante des héroïnes » selon William Dean Howells. Dans un roman dont la popularité ne se dément pas, où Darcy est « le type même du beau prince qui épouse la bergère », il séduit le lecteur, selon Catherine Cusset, par « son caractère de beau ténébreux et sa fierté généreuse ».

## Genèse du personnage

### Fierté de classe et préjugés
Les modèles littéraires ne manquent pas : on trouve, à la fin du XVIIIe siècle, un certain nombre de romans où l'orgueil et la fierté du nom (pride) suscitent des préjugés chez le héros (en général de haute naissance) ou sa famille, quant à la perspective d'une alliance avec la jeune fille (de condition modeste) qu'il aime.
Ainsi, dans le roman  de Fanny Burney, Cecilia, publié en 1782, que Jane Austen avait lu et apprécié,
Sir Delvile, un des tuteurs de l'héroïne, la riche mais roturière Cecilia Beverley, est d'une courtoisie souvent exquise, mais arbore constamment un extraordinaire orgueil de classe. « Il se sent autorisé, comme chef d'une ancienne et honorable famille, à se croire un peu au-dessus des gens à peine sortis de l'obscurité et de la poussière ». Son fils unique, Mortimer, qui fait pourtant (discrètement) preuve d'humanité et de générosité envers les humbles, finit par avouer à Cecilia qu'il l'aime depuis longtemps mais qu'il est déchiré entre le devoir et l'amour ; il lui expose minutieusement son dilemme intérieur : il ne peut la demander en mariage car sa situation « lui interdit d'aspirer à elle, sauf à commettre un acte qui le dégraderait pour toujours, lui et sa famille » ; ce faisant, il la blesse par « son arrogance héréditaire ». Un des prétendants de Cecilia, Sir Robert, a pris, dès leur première rencontre, la désagréable habitude « de l'observer d'une manière hautaine, qui montrait la haute opinion qu'il avait de lui-même ».
C'est Sir Hargrave Pollexfen, un personnage du roman épistolaire de Samuel Richardson, l'Histoire de Sir Charles Grandison, paru en 1753 et très apprécié de Jane Austen, qui a probablement inspiré la première demande en mariage de Darcy : il déclare son « ardente affection » et sa « violente passion » à Harriet Byron avec un peu trop de suffisance et de hauteur pour qu'elle le croie sincère, et écoute son refus avec « colère et un air d'insolence ».
Certains traits de Darcy, tels sa réserve hautaine et son sentiment de supériorité, se retrouveront chez Lord Osborne; ce personnage du roman inachevé de Jane Austen The Watsons est décrit comme un très beau jeune homme à l'air froid et mal à l'aise. On le voit, dans la salle de bal de la ville de D., « n'appréciant pas la compagnie des dames et ne dansant jamais ».
Mais les universitaires se demandent aussi si des personnes connues de Jane Austen ont pu inspirer Darcy. Ainsi l'historienne Susan Law considère comme candidat plausible John Parker, à l'époque lord Boringdon, un ami d'université de son frère Henry, qui épouse en 1809 Frances Talbot, une amie proche de la romancière. Elle avait fréquenté sa résidence, Saltram House, à Plymouth, à l'époque où elle écrivait le premier jet de son roman.

### Évolution

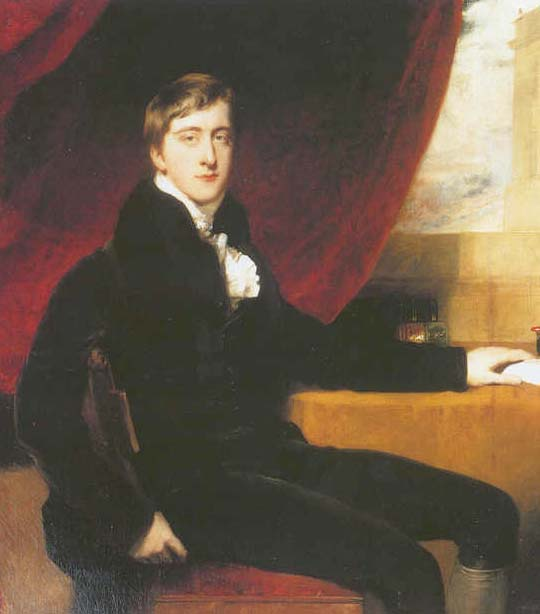
William Cavendish, par Sir Thomas Lawrence, en 1811.

On distingue dans l'évolution du hautain et méprisant Darcy face au refus d'Elizabeth, un lointain écho de Paméla ou la Vertu récompensée (Pamela, or Virtue Rewarded), roman épistolaire de Samuel Richardson publié en 1740 dont l'héroïne, la vertueuse servante que le maître finit par épouser, est toujours extrêmement populaire. À l'instar du riche Mr B. au comportement hardi et grossier que Pamela ne peut considérer comme un gentleman, Darcy, s'il veut mériter d'être épousé, doit apprendre à corriger ses façons humiliantes envers ceux qui lui sont socialement inférieurs.
Mais Darcy emprunte la plupart de ses traits de caractères, sa réserve, son obstination, sa hauteur, à Sir Charles Grandison lui-même, « cet excellent gentleman, qui dédaigne se disputer pour des bagatelles, […] est apprécié par ceux qui le connaissent bien, et ne considère qu'en second le jugement ou l'approbation du monde ». Comme lui encore il est austère, plutôt pessimiste, semble manifester une sorte d'insensibilité et un constant contrôle de soi.
Tous deux sauvent leur sœur enlevée par un militaire coureur de dot, et possèdent un domaine « où les beautés naturelles ont si peu été contrariées par un mauvais goût ». Tous deux sont les meilleurs des frères, des amis, des maîtres.
Les efforts de Darcy pour marier l'imprudente Lydia Bennet et George Wickham doivent aussi quelque chose à Sir Charles, qui met beaucoup de constance et d'argent à persuader les autres personnages de se marier, et sauve la réputation d'Harriet Byron (qu'il finira par épouser) ; mais, contrairement à Sir Charles qui se fait admirer, Darcy agit dans la plus grande discrétion et pour une personne qui ne comprendra jamais tout ce qu'elle lui doit. Il n'est pas non plus un parangon de vertu comme Sir Charles. Ayant découvert ses failles, il s'est senti obligé de réparer les conséquences d'un « orgueil mal placé » (mistaken pride). Il a surtout agi  par « désir de rendre Elizabeth heureuse » (the wish of giving happiness to [her]). Chez lui, l'orgueil n'est pas seulement contrecarré, il est « complètement écrasé » (properly humiliated). Darcy, une fois accompli son examen de conscience et son autocritique, est prêt à accepter l'indépendance d'esprit d'Elizabeth, voire ses taquineries, et à traiter en égaux les Gardiner, qu'il apprécie indépendamment de leur position sociale.

### Contexte historique et choix du nom
Comme rien ne subsiste du manuscrit originel, écrit entre octobre 1796 et août 1797 et titré First Impressions, on ignore si les personnages portaient les mêmes noms. En 1812 cependant, au moment où Jane Austen met la dernière main à son roman, le propriétaire du domaine de Chatsworth (source d'inspiration possible pour Pemberley) est, depuis la mort de son père un an auparavant, William George Spencer Cavendish, 6e duc de Devonshire, beau célibataire de vingt-deux ans, fils de Lady Georgiana, célèbre pour sa beauté et son esprit. Une de ses deux sœurs porte, elle aussi, le prénom de Georgiana. Le duc de Devonshire est un Whig influent, et le nom de Fitzwilliam Darcy rappelle celui de deux autres Whigs connus à l'époque, Robert d'Arcy, quatrième comte d'Holdernesse (1718-1788), et William Fitzwilliam, quatrième comte Fitzwilliam (1748-1833), qui ont occupé de hauts postes ministériels.
Les Austen étant des Tories, l'arrogance de Darcy pourrait être une satire de l'attitude détestable des Whigs envers les Pittite lories (les « perroquets de Pitt », cette gentry, dont font partie les Bennet et les Austen, qui soutint la politique conservatrice de William Pitt), et la timidité excessive de sa sœur Georgiana une subtile pointe d'ironie. Les patronymes Darcy et de Bourgh sont d'origine normande ; le prénom de Mr Darcy, Fitzwilliam, étant le nom de famille de sa mère, Lady Anne Fitzwilliam, fille de comte, Jane Austen confère à la branche maternelle de son personnage une lointaine origine royale, le préfixe Fitz (bâtard de sang royal) indiquant une ascendance royale illégitime.

## Portrait

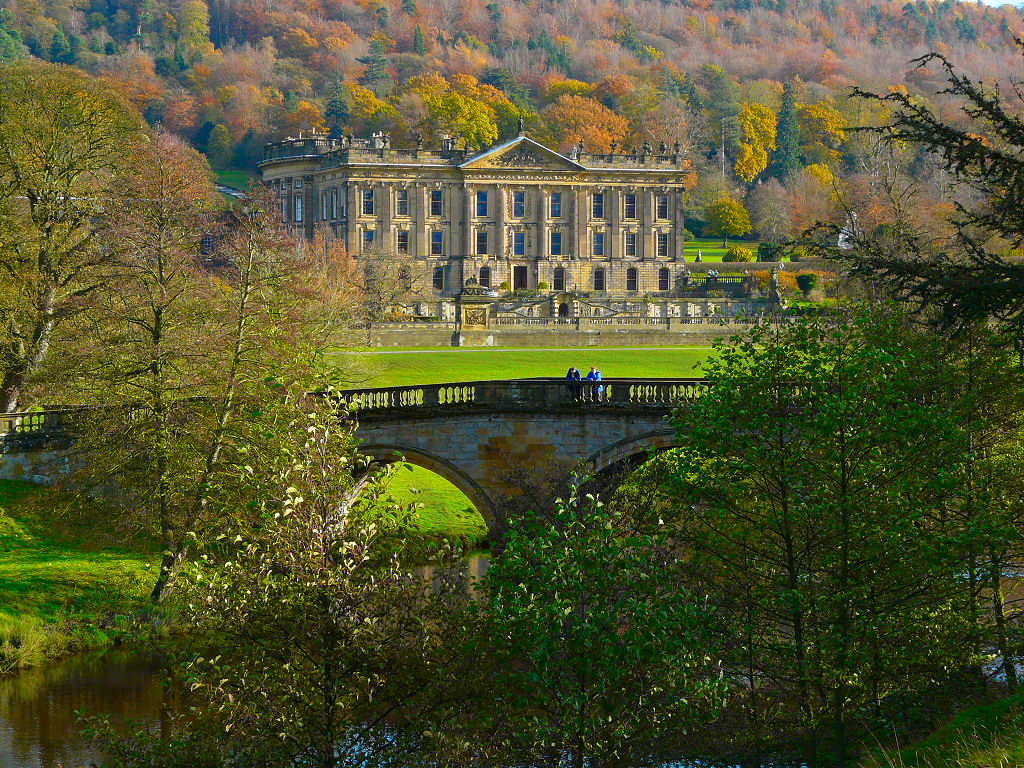
Chatsworth House. Pour un certain nombre de critiques, c'est le modèle du château de Pemberley.

Mr Darcy est un homme jeune (il a vingt-sept ans au début du roman), décrit brièvement au chapitre III comme un beau ténébreux (tall, dark and handsome) : il est grand, bel homme, il a de la prestance, mais l'air fier et hautain,. Très réservé, peu loquace, facilement cassant, il possède « une quantité prodigieuse d'orgueil familial ». Intelligent, il peut se montrer froidement rationnel mais aussi révéler des qualités d'homme d'action et une surprenante sensibilité.

### Situation sociale et contexte familial
Depuis la mort de son père, environ cinq ans auparavant, il est le maître du splendide domaine de Pemberley, situé dans le Derbyshire, qui rapporte annuellement 10 000 livres net,, ce qui fait de lui un des célibataires les plus fortunés de Grande-Bretagne même si certains nobles, comme Lord Cavendish, propriétaire du domaine de Chatsworth, sont huit à dix fois plus riches.
Il a une sœur beaucoup plus jeune que lui, Georgiana, âgée de 15 à 16 ans peut-être (« [She] is more than ten years my junior », précise-t-il dans sa lettre à Elizabeth), dont il est le tuteur, responsabilité qu'il partage avec un cousin germain, le colonel Fitzwilliam.
Jane Austen, qui répugnait, au nom de la cohérence interne, à citer des personnages ne jouant aucun rôle dans l'histoire, outre le colonel, ne met en scène qu'une tante maternelle dont il est le neveu préféré, Lady Catherine de Bourgh, et sa fille unique, la malingre et souffreteuse Anne, qu'elle compte bien lui faire épouser pour renforcer le pouvoir et la richesse de leurs familles, selon l'habitude de l'aristocratie traditionnelle, qu'elle soit territoriale (landed gentry) ou de naissance (nobility),.

### Caractère

#### Premières pistes
Comme le point de vue privilégié est celui de l'héroïne, Elizabeth Bennet, le caractère de Darcy n'est dévoilé que progressivement, au fur et à mesure qu'elle en découvre des facettes, et à travers son interprétation, longtemps faussée par son préjugé initial. Cependant la narratrice suggère des pistes pour mieux cerner un personnage qui « possède toutes les qualités » (has got all the goodness), en invitant à le comparer avec son compagnon d'enfance George Wickham, qui a seulement « l'air de toutes les posséder » (all the appearance of it). Le soin qu'il met à enrichir sa bibliothèque familiale montre son désir de préserver les traditions dans une époque trouble, en perte de repères (in such days as these). D'autres indices, souvent très discrets, soulignent sa moralité au regard de l'opinion générale : ainsi, une plaisanterie de Bingley à Netherfield apprend au lecteur qu'il respecte strictement le repos dominical et, durant le séjour d'Elizabeth chez les Collins, pendant la semaine qui précède Pâques, alors que le colonel Fitzwilliam fait de fréquentes visites au presbytère, on « ne l'a vu qu'à l'église ».
C'est un observateur affûté et sans indulgence, à « l'œil narquois » et « ironique » (a critical, a satirical eye) estime Elizabeth. Il pratique l'humour à froid, à l'égard de Sir William par exemple, ou de Caroline Bingley, dont il sait qu'elle aimerait bien se faire épouser. Il est sérieux, réfléchi, réservé, toujours maître de lui. Cela ne veut pas dire qu'il ne ressent pas d'émotions violentes, au contraire, mais il s'efforce constamment de les maîtriser . Lucide sur lui-même, il reconnaît que son caractère « manque de souplesse » (My temper… is too little yielding) ; il prétexte, pour justifier son silence en société, qu'il n'a pas le « talent » de lier facilement conversation avec des personnes qu'il ne connaît pas, mais c'est surtout parce qu' « il ne veut pas s'en donner la peine » (« He will not give himself the trouble »), comme l'affirme le colonel Fitzwilliam.

#### Dévoilements
En lisant sa lettre explicative, Elizabeth comprend que c'est un homme de devoir, rempli de respect filial pour son « excellent père » et attentif protecteur de sa jeune sœur. Mais c'est en visitant son domaine de Pemberley qu'elle commence à saisir sa véritable nature. Elle apprend de la bouche de son intendante qu'il est aimé comme « le meilleur propriétaire et le meilleur maître qu'on puisse trouver » (« The best landlord and the best master than ever lived »), et qu'il remplit ses devoirs héréditaires et familiaux avec sérieux : il est « bon pour les pauvres » (« affable to the poor ») et se montre un grand frère plein de sollicitude pour Georgiana. Parfaitement « dépeint » à travers Pemberley, où sa présence et sa personnalité apparaissent partout « en creux », s'il est digne d'intérêt c'est à cause de l'aspect de son domaine, reflet non seulement de ses goûts, mais aussi de son caractère. Ainsi, tel un miroir courbe, Pemberley révèle et restitue la personnalité réelle de Darcy selon le principe de l'anamorphose. Comme le parc dont les beautés ne se dévoilent qu'au fur et à mesure de la promenade, Darcy ne se dévoile que peu à peu, et n'est vraiment lui-même que chez lui. En effet, quand il n'est pas à Pemberley, il adopte le comportement attendu d'un homme dans sa position : il n'est pas une personne mais le personnage prédéfini qui correspond à son rôle social.
Darcy incarne, comme George Knightley, le propriétaire de Donwell Abbey dans Emma, l'archétype du propriétaire terrien traditionnel, responsable de la gestion du patrimoine hérité de ses ancêtres qu'il a le devoir de transmettre intact à ses descendants. Elizabeth, après avoir visité Pemberley, et rencontré un Darcy parfaitement poli (civil) envers elle et les Gardiner, comprend que son orgueil n'est pas une vanité personnelle mal placée (improper pride) mais la fierté légitime du landlord d'un grand et prestigieux domaine, conscient de ses responsabilités à l'égard de sa Maison.

## Évolution du personnage

### L'homme orgueilleux

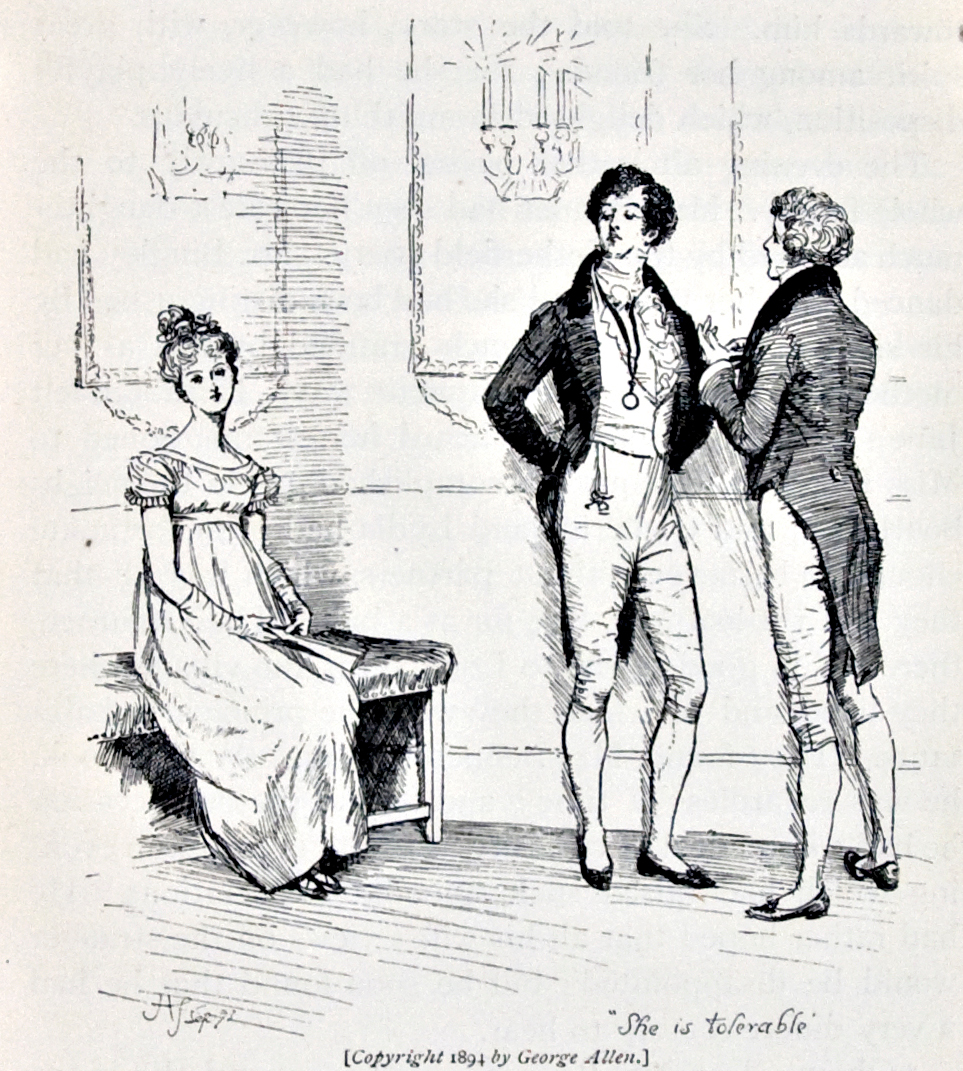
Elle est passable, mais pas assez jolie pour me tenter, ch. 3 (Hugh Thomson, 1894).

#### Premiers contacts
Ses relations avec Elizabeth, dès leur première rencontre au bal organisé à Meryton, sont un constant malentendu, fondé à la fois sur son comportement et sur la remarque à Bingley, qu'elle surprend et qui suscite son animosité. Malgré l'insuffisance de cavaliers, il refuse de l'inviter, jugeant la petite provinciale qu'elle est « passable, certes, mais pas assez jolie pour [le] tenter ». Même si la remarque n'était pas destinée aux oreilles d'Elizabeth, il ne s'est pas soucié qu'elle l'entende ou non. Mais, alors qu'elle reste sur la première impression qu'elle s'est faite de lui, il est obligé de revenir progressivement sur les jugements peu charitables qu'il a portés sur elle au début, et que Caroline Bingley se fait un plaisir de lui rappeler lorsqu'ils se retrouvent à Pemberley : « Je me souviens, lorsque nous avons fait sa connaissance dans le Hertfordshire, combien nous avons tous été stupéfaits d'apprendre qu'on la considérait comme une beauté ; et je me rappelle notamment une remarque que vous avez faite un soir, alors qu'ils avaient dîné à Netherfield : elle, une beauté ! J'aurais aussi bien pu appeler sa mère une femme d'esprit ».
Plus il la fréquente, plus il se sent attiré par elle : elle est la seule personne étrangère à son cercle d'amis avec qui il engage volontairement la conversation, avec qui il sort de sa réserve, allant jusqu'à sourire parfois, d'un sourire de connivence, qui souligne le plaisir qu'il prend à sa conversation. Il aborde avec elle des sujets sérieux et même beaucoup plus personnels qu'il n'est d'usage selon les strictes règles de la bienséance, comme on le voit à Netherfield et surtout à Hunsford,.

#### Le séjour d'Elizabeth à Netherfield
C'est au cours des trois jours qu'Elizabeth passe à Netherfield qu'il a l'occasion non seulement d'apprécier la vivacité de sa conversation, mais aussi son attrait physique. Alors qu'elle arrive pour voir sa sœur, « les bas crottés et les joues enflammées par l'exercice », il admire son teint avivé par la marche (tout en se demandant, il est vrai, s'il était convenable pour une fille de gentleman de faire tout ce chemin toute seule), et note que ses yeux sont « rendus plus brillants par l'exercice ». Cette remarque, comme la première sur le même sujet, à Lucas Lodge, est surtout une provocation à l'adresse de Miss Bingley, mais il lutte de toutes ses forces contre une attirance, dont la narratrice prend la peine de préciser les étapes : Elizabeth l'attire et le trouble au point de lui faire perdre son assurance et son flegme habituel ; aussi, dès qu'il s'en rend compte, se réfugie-t-il derrière un masque de froideur et la voit-il partir avec soulagement. Cependant, si le lecteur peut interpréter correctement l'attitude de Darcy à son égard, Elizabeth en est incapable, elle qui « ne pouvait même pas supposer qu'elle pût être l'objet de l'admiration d'un si hautain personnage » (« She hardly knew how to suppose that she could be an object of admiration to so great a man »). Et Darcy de son côté ne se rend pas compte qu'elle est trop occupée à le taquiner pour reconnaître les signes d'admiration qu'il lui a montrés.

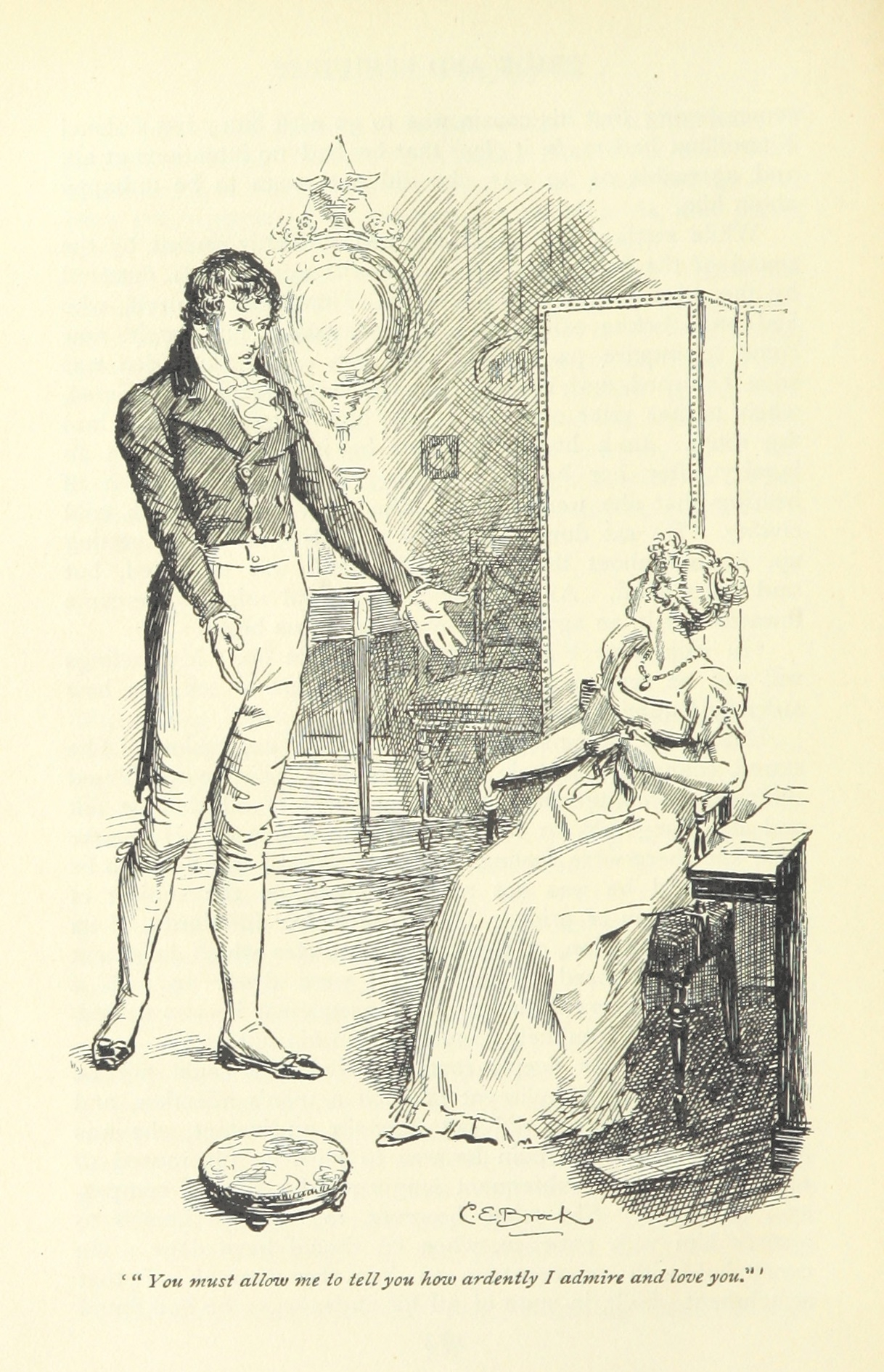
Laissez-moi vous dire avec quelle ardeur je vous admire et je vous aime (C. E. Brock, 1895).

Ses conceptions de rang et de statut social sont bousculées par la spontanéité et les manières enjouées (playfullness) d'Elizabeth. Perturbé et déstabilisé de constater qu'elle est plus à son goût que les femmes qu'il peut fréquenter dans son milieu, il doit la compter dans la « demi-douzaine de jeunes femmes » qu'il considère comme véritablement « accomplies » et admettre qu'elle est son égale sur le plan intellectuel. Par certains côtés, elle lui ressemble, malgré leur différence de rang et de fortune. Elle l'exprime ironiquement, sous forme de boutade, à un moment où elle n'en a pas conscience – et ne pourrait l'admettre puisqu'elle a « décidé » de le détester – lorsqu'ils dansent à Netherfield, affirmant d'un ton sentencieux (harshly) :
« I have always seen a great similarity in the turn of our minds. We are each of an unsocial, taciturn disposition, unwilling to speak, unless we expect to say something that will amaze the whole room, and be handed down to posterity with all the éclat of a proverb. »
« J'ai toujours vu une grande ressemblance dans notre tournure d'esprit. Nous avons tous les deux un tempérament peu sociable, réservé, peu enclin à parler, sauf si nous envisageons de dire quelque chose qui étonnera l'assistance et sera transmis à la postérité avec tout le brillant d'un proverbe. »
En fait, comme lui elle est intelligente et observatrice, comme lui aussi elle méprise les conventions sociales stupides, déteste la vulgarité, aime la lecture et apprécie une « nature dont la beauté n'est pas contrariée par des fautes de goût ».

#### À Rosings Park et Hunsford
Lorsque le hasard les réunit à nouveau à Rosings Park, il se retrouve au même point qu'à Netherfield, à la différence que le colonel Fitzwilliam, qui ne sait rien du milieu d'origine d'Elizabeth, apprécie beaucoup sa compagnie. Malgré ses efforts, il n'arrive plus à résister à l'attirance qu'il ressent pour elle, ce qui l'amène à la demander en mariage, de façon totalement inconséquente, puisqu'il a tout fait pour séparer Bingley de sa sœur Jane, et malgré toutes les préventions qu'il a contre son entourage. Il les lui détaille complaisamment, conscient de commettre une mésalliance et de trahir sa caste en lui offrant une promotion sociale digne de Cendrillon. Sa déclaration formelle, apologie de ses sentiments et de ses raisons de l'épouser, ressemble étrangement à celle de Mr Collins, par son assurance et sa suffisance. Il s'imagine égoïstement qu'elle admirera son débat interne et lui sera reconnaissante de l'honneur qu'il lui fait. Il est en tout cas persuadé qu'elle attend sa déclaration, comme il le lui avouera plus tard, reconnaissant sa fatuité.
Mais le lecteur n'« entend » pas les mots exacts qu'il dit à Elizabeth. Après sa première phrase, « En vain ai-je lutté, rien n'y fait. Je ne peux réprimer mes sentiments. Permettez-moi de vous dire avec quelle ardeur je vous admire et vous aime », on passe au discours narrativisé, car c'est l'image que s'en fait Elizabeth que présente la narratrice, image d'autant plus intolérable qu'elle vient d'apprendre son rôle auprès de Bingley, ce qui explique son ressentiment et sa colère. Quant à lui, le refus d'Elizabeth l'a stupéfié et un de ses reproches l'a particulièrement blessé, celui de ne pas s'être conduit en gentleman ; il se sent trop peu maître de lui pour réfuter calmement les accusations concernant Wickham qu'il sait injustes. D'ailleurs, l'écouterait-elle ?

### La lettre à Elizabeth

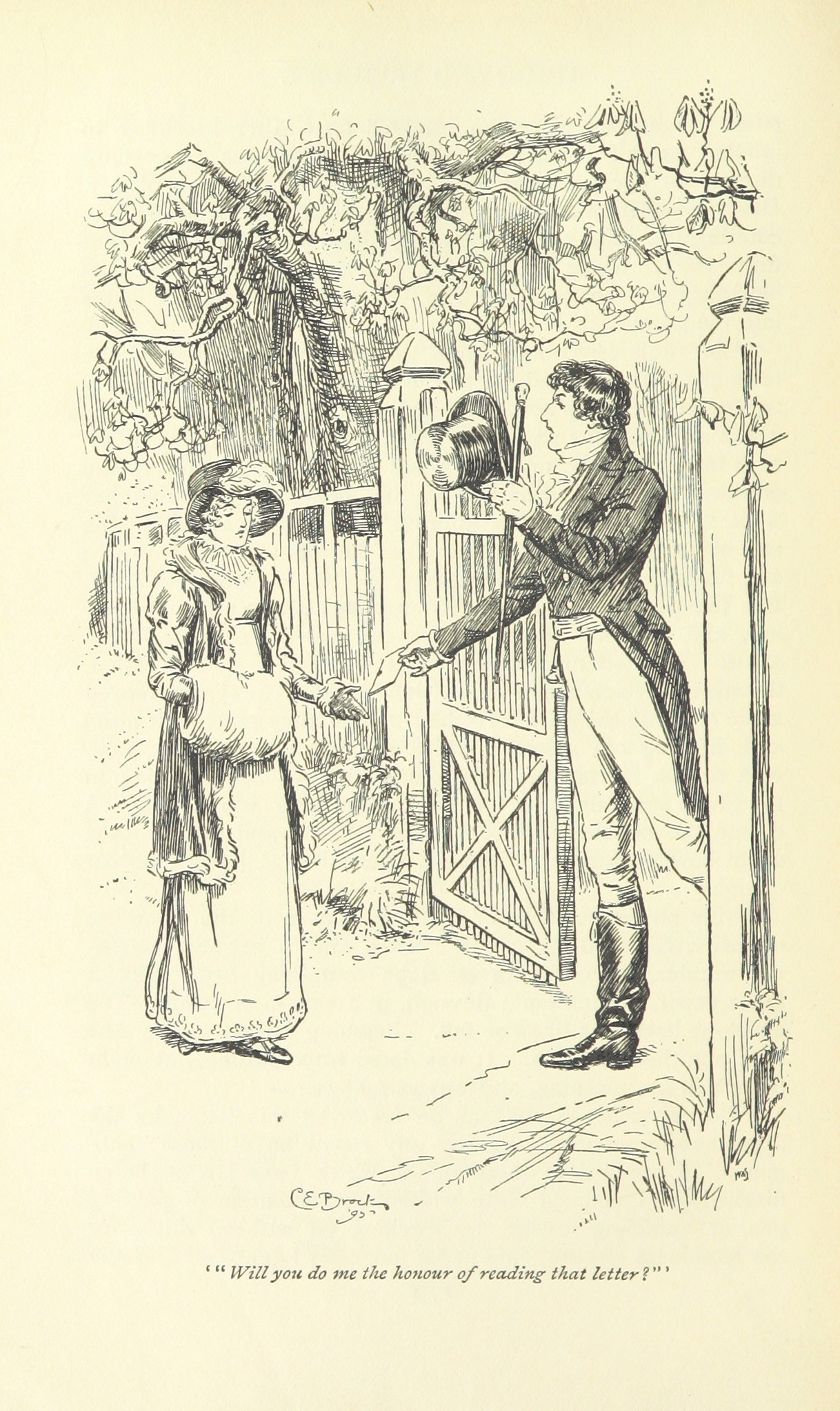
Me ferez-vous l'honneur de lire cette lettre ? (C. E. Brock, 1895)

Au lieu d'être rebuté par son refus, il ressent le besoin de se justifier et d'expliquer ses actes. La lettre qu'il écrit à Elizabeth va la forcer à le voir tel qu'il est et à déconstruire l'image qu'elle s'était faite de lui. Par son caractère privé, elle permet des explications qu'il serait probablement incapable d'exprimer de vive-voix, et un ton qui s'affranchit des précautions oratoires du code des bonnes manières. Elle est très longue, écrite serrée, argumentée. Il ne se défend pas, ne s'excuse pas, il demande justice. Il s'explique clairement, froidement, en exposant sèchement les problèmes et analysant point par point ses actions. Il ne peut supporter qu'elle puisse croire qu'il a agi « au mépris des sentiments d'honneur et d'humanité » (in defiance of honor and humanity) envers Wickham et rejeté « volontairement et sans raison » (willfully and wantonly) « le compagnon de [sa] jeunesse », que son père aimait.
Il lui expose, de façon argumentée, d'abord les motifs qui l'ont poussé à éloigner Bingley de Jane, concédant qu'elle puisse les trouver insuffisants, même s'il « n'a pas encore appris à les condamner » (I have not yet learnt to condemn them). Il développe longuement ses relations avec Wickham et dévoile avec une certaine émotion un secret de famille, la tentative d'enlèvement de sa sœur, puis reprend un ton plus formel pour sa conclusion : « Voilà, Mademoiselle, le fidèle récit des événements auxquels nous avons été mêlés tous les deux », terminant par un touchant « Dieu vous bénisse ».
En dépit de l'affirmation de l'exorde (« Ne craignez pas, Mademoiselle, que [cette lettre] contienne la répétition des sentiments […] qui, hier soir, vous ont si fort offusquée ») et d'un ton volontairement neutre, cette missive soigneusement composée est une tentative pour s'attirer les bonnes grâces d'Elizabeth. Il ne peut complètement cacher l'amertume qu'il ressent d'être si mal jugé par une femme qu'il admire, mais il l'excuse d'avoir cru aux mensonges de Wickham, puisqu'elle ignorait tous ces détails. Elizabeth, accablée par ces révélations, va décortiquer cette lettre et, obligée de reconnaître sa véracité, entamer de son côté une douloureuse introspection.

### The real gentleman
L'évolution psychologique de Darcy n'est pas relatée dans le roman et le lecteur découvre brusquement le « Darcy nouveau » en même temps qu'Elizabeth, et par ses yeux, à Pemberley. Lorsqu'ils se rencontrent inopinément, Darcy est aussi surpris et ému qu'elle, puisqu'il « sursaute littéralement » (absolutely started) et, que « leurs joues à tous deux se couvrent d'une très vive rougeur » (the cheeks of each were overspread with the deepest blush), signe de leur embarras réciproque. D'abord « figé par la surprise », il montre une extraordinaire politesse (les mots civil et civility reviennent sept fois) en engageant la conversation avec une Elizabeth horriblement mal à l'aise. Il doit faire un effort pour retrouver son sang-froid habituel, sans y parvenir tout à fait, puisque « sa voix n'était pas aussi calme que d'habitude » (his accent had none of its usual sedateness).

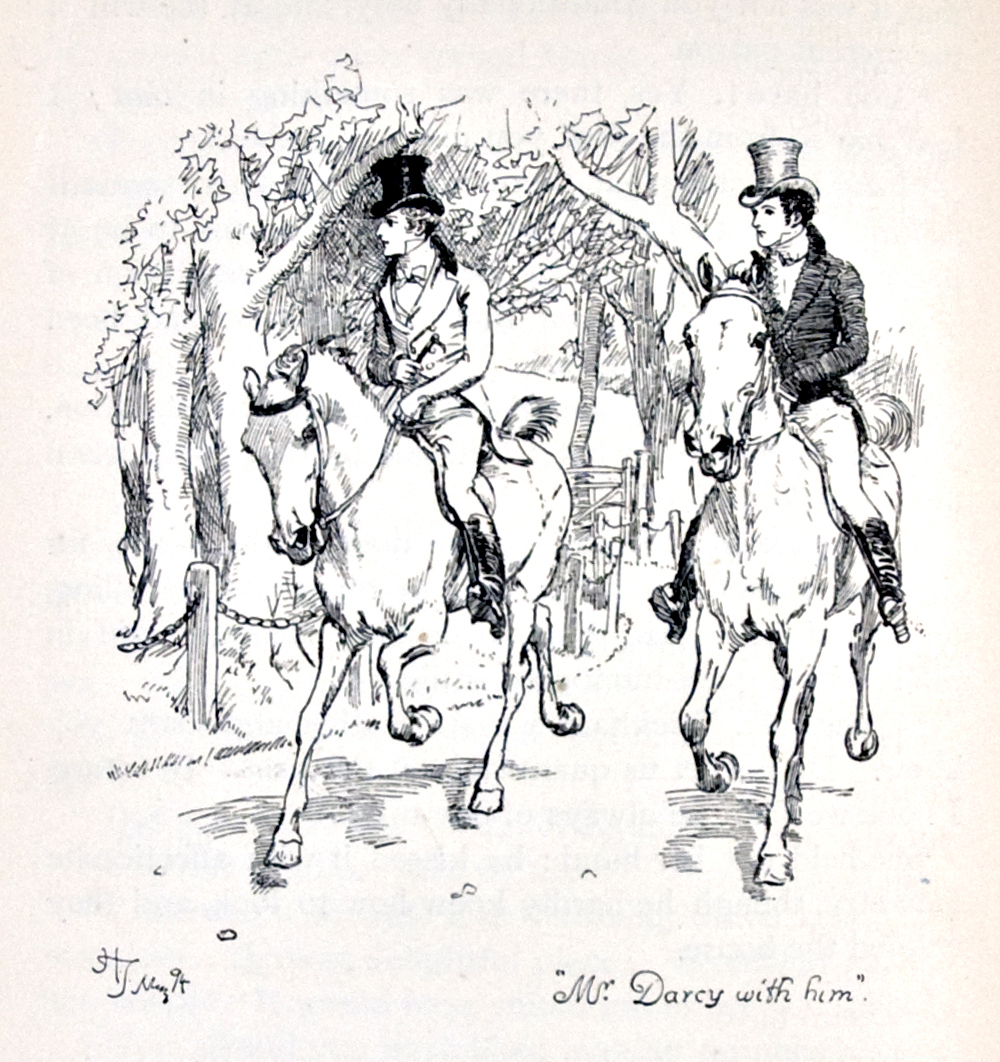
Darcy revient à Longbourn avec Bingley (Hugh Thomson, 1894).

Le lecteur ne saura qu'à la fin, par une des longues conversations explicatives de Darcy avec Elizabeth, comment ses reproches (surtout celui de ne pas s'être conduit en gentleman) l'ont amené à sérieusement prendre en considération ses critiques, lutter contre ses préjugés et assouplir son comportement. Il a pris conscience que ses parents l'« avaient poussé, encouragé, voire exhorté à se montrer égocentrique et fier, à ne pas se soucier des personnes étrangères à son cercle familial » (« [They] allowed, encouraged, almost taught me to be selfish and overbearing; to care for none beyond my own family circle »). Il reconnaît qu'Elizabeth lui a ouvert les yeux sur son insupportable vanité, en lui donnant une « dure leçon ». Et l'amour qu'il lui porte lui a donné le courage de s'amender, de faire l'effort de se montrer plus sociable avec l'entourage d'Elizabeth, et d'écouter sans broncher les platitudes de Sir William.
C'est par une indiscrétion, puisqu'il ne veut surtout pas qu'Elizabeth le sache, qu'elle apprend le rôle d'« ange de justice » qu'il a joué dans le  sauvetage de la réputation de Lydia – partant, de toute la famille – en négociant avec Wickham pour le contraindre à l'épouser, parce qu'il ne veut pas qu'Elizabeth pâtisse de cette situation, qu'il considère qu'il a sa part de responsabilité et le devoir de restaurer l'ordre social. Elle apprend par la même occasion qu'il a agi en étroite collaboration avec son oncle Gardiner, dont il a pu apprécier l'intelligence, le goût et la bonne éducation, faisant mentir la méchante prédiction d'Elizabeth : « Mr Darcy a peut-être entendu parler d'un endroit comme Gracechurch Street, mais un mois d'ablutions lui semblerait à peine suffisant pour s'en purifier si jamais il y mettait les pieds » (« Mr Darcy may perhaps have heard of such a place as Gracechurch Street, but he would hardly think a month's ablution enough to cleanse him for its impurities, were he once to enter it »).
Il fait amende honorable auprès de son ami, dont il a bien vu qu'il n'avait pas oublié Jane Bennet, et « lui a donné la permission », comme dit Elizabeth qui ne peut s'empêcher de le taquiner, de renouer avec elle. Invité subtilement par Elizabeth à s'expliquer, il prend le risque (relatif, puisque la visite de Lady Catherine lui a donné de l'espoir) d'un second refus car sa deuxième demande laisse à Elizabeth une ouverture : « Si vos sentiments sont les mêmes qu'au printemps dernier, dites-le moi tout de suite… un mot de vous, et je n'aborderai plus jamais ce sujet ». Ce n'est pas un amoureux bien démonstratif, contrairement à ceux des romans sentimentaux qui font le bonheur des bibliothèques de prêt (circulating library). Jane Austen, qui a plutôt tendance à se moquer du jargon des amoureux, préfère laisser son lecteur libre d'imaginer ce qu'il dit à Elizabeth lorsqu'il exprime son bonheur « avec autant de bon sens et de cœur qu'on peut en prêter à un homme passionnément amoureux » (as sensibly and as warmly as a man violently in love can be supposed to do).

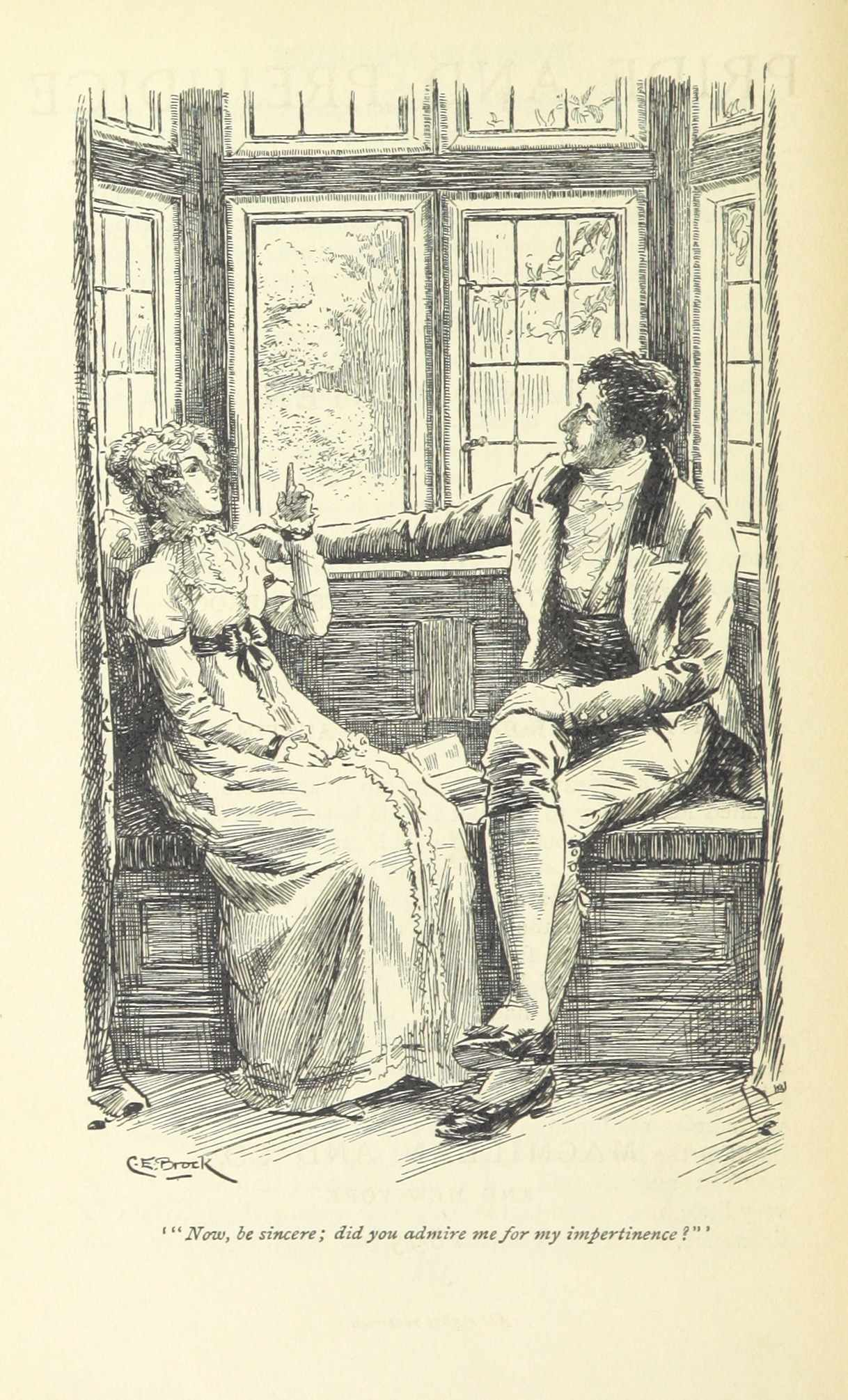
Elizabeth ne peut s'empêcher de taquiner Mr Darcy (C.E. Brock, 1895).

Une fois châtié le snobisme aristocratique qu'il professait « parmi les étrangers », Darcy laisse apparaître sa véritable nature, celle d'un homme généreux, humaniste, avec un profond sens de l'honneur et de ses devoirs, un homme « parfaitement aimable » et digne d'être aimé, un authentique gentleman. Il est aussi capable, maintenant, contrairement à Lady Catherine, ridiculement arc-boutée sur les antiques et stériles privilèges du nom et de la terre, de reconnaître les mérites de la classe sociale montante, cette middle class laborieuse liée au commerce et à l'industrie, représentée par les Gardiner, qu'il a traités avec la plus grande amabilité lorsqu'il leur a été présenté, avec lesquels il s'est allié pour sauver la réputation de Lydia, qu'il reçoit maintenant à Pemberley « de la façon la plus intime » et qu'il aime profondément, « plein de gratitude envers les personnes qui, en conduisant Elizabeth dans le Derbyshire, avaient été l'instrument de leur union ». Et, dans sa vie privée, il sait apprécier les manières gaies et alertes (lively, sportive manners), les plaisanteries et l'indépendance d'esprit de son épouse.

## Traitement littéraire
Pour rendre la complexité de son personnage de papier visible au lecteur, Jane Austen va multiplier les points de vue narratifs. La narratrice omnisciente fournit quelques éléments descriptifs et suggère quelques pistes pour le cerner, lui-même s'exprime dans ses conversations (au style direct) et se dévoile dans sa lettre à Elizabeth, mais le regard des autres personnages montre qu'on peut le « lire » et l'interpréter de façons contradictoires.

### Un archétype
Jane Austen dote Darcy des traits archétypiques du héros noble traditionnel empruntés à Sir Charles Grandison : il est « beau », il est « grand », il a de la « prestance », un « noble maintien », il est aussi un personnage de grande moralité, rationnel, calme, serein, maître de lui-même, d'apparence austère, qui prend des décisions et agit entièrement en se fondant sur la logique. Mais elle lui ajoute des traits de caractère négatifs comme l'arrogance et le manque de délicatesse, qui appartiennent au type traditionnel du riche séducteur de la jolie jeune fille pauvre,, et qui masquent ses qualités de cœur aux yeux de certains autres personnages.
Jane Austen utilise fréquemment l'opposition de deux tempéraments, l'un calme et l'autre vif, deux sœurs, deux ami(e)s, deux rivales. Chez les Bennet, le caractère de Jane est l'opposé de celui d'Elizabeth. Pour Darcy, elle crée deux types d'opposition. D'abord, elle souligne la profonde amitié et le contraste entre les deux amis, Darcy, intelligent, mais « hautain, réservé, sévère », à la politesse distante, et Bingley, ouvert, plein d'entrain, toujours à l'aise en société, mais plus superficiel, manquant de caractère et trop dépendant de Darcy. Mais elle en crée aussi une autre, plus subtile, entre les deux « frères » ennemis, Darcy le parfait honnête homme et Wickham, son double noir, le mauvais garçon menteur et manipulateur, ce qui lui donne l'occasion de mettre à l'épreuve le jugement d'Elizabeth sur réalité et apparence.

### Le point de vue de la narratrice

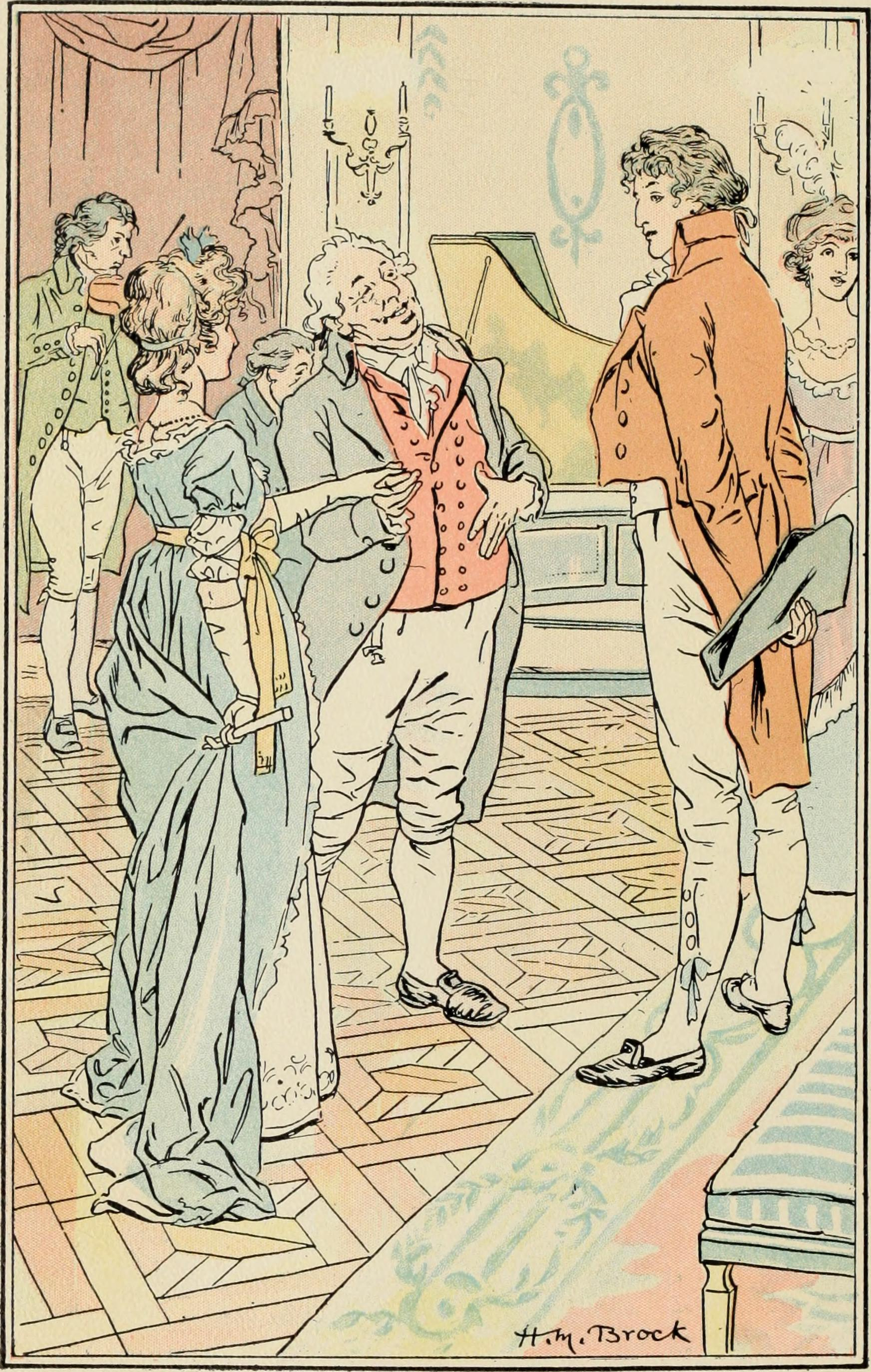
À Lucas Lodge, Elizabeth est déterminée à ne pas danser avec Darcy, mais il ne prend pas mal son refus. (H. M. Brock, 1898).

La narratrice n'exerce pas directement son ironie envers Darcy, laissant ce plaisir à son héroïne, tout au plus s'amuse-t-elle à le placer avec Elizabeth dans des situations déstabilisantes pour l'un ou l'autre, compte tenu de leurs sentiments réciproques, comme le remarque Laurie Lyda : il est disposé à danser avec elle à Lucas Lodge, mais ne se sent pas offensé par sa résistance malicieuse ; il la prend par surprise en l'invitant à Netherfield, mais elle n'est pas fâchée d'être sa cavalière au vu de tout le monde. La narratrice pratique aussi l'humour des occasions ratées : quand Darcy vient à Hunsford faire sa déclaration, Elizabeth vient de découvrir son rôle dans la défection de Bingley, et quand il lui rend visite à Lambton, elle vient d'apprendre l'enlèvement de Lydia.
Quelques indices montrent qu'il n'est pas le monstre d'orgueil froid et d'indifférence hautaine que s'imagine Elizabeth. Les modifications de ses sentiments et de son attitude à son égard sont signalées au lecteur, qui est témoin de la progression de sa passion. Il n'y a pas d'utilisation de la focalisation interne pour Darcy, contrairement à Elizabeth, mais il est le seul personnage dont la narratrice omnisciente éclaire le débat intérieur et l'évolution psychologique, tout en précisant bien qu'Elizabeth n'en est pas consciente. Elle relève ainsi la découverte « mortifiante » des qualités (physiques) de la jeune fille, en particulier la vivacité de ses yeux noirs, l'obligeant à reconsidérer ses premières impressions, puis les étapes de l'attraction irrépressible qu'il éprouve pour elle pendant son bref séjour à Netherfield : d'abord aucune femme ne l'a « subjugué » à ce point, puis « il sent le danger de lui accorder trop d'attention », et enfin, il est soulagé de la voir partir parce qu'« elle l'attirait plus qu'il ne l'aurait voulu ». L'interaction directe entre une héroïne sûre d'elle et un héros déstabilisé est quelque chose d'assez nouveau dans la fiction romanesque.
Plus tard, lorsqu'un concours de circonstances les réunit fortuitement à Pemberley, c'est en focalisation externe que sont soulignés sa surprise, son trouble, sa voix altérée, la politesse de ses questions, le silence qui tombe… signes extérieurs d'une forte émotion, qu'Elizabeth tente d'analyser ensuite, « ne sachant que penser ». Mais le lecteur est prévenu, lui, que « Darcy voulait absolument se laisser charmer [par Elizabeth] ». Pour certains critiques, comme Marvin Mudrick, ce portrait de Darcy dans la deuxième partie du roman le rapproche un peu trop du héros conventionnel des romans sentimentaux comme ceux de Fanny Burney.

### Regard et jugement d'autrui

#### Elizabeth Bennet
Elle est le regard privilégié, dont les sentiments et le jugement, présentés en focalisation interne, évoluent peu à peu. Elle commence par interpréter toujours négativement les mots ou les attitudes de Darcy, en particulier son sourire, à cause de l'image de lui qu'elle s'est construite. Elle la lui renvoie avec une franchise un peu agressive quand il vient la demander en mariage, lui reprochant « arrogance, suffisance, mépris égoïste des sentiments d'autrui ». Ainsi, elle lui trouve un « sourire dont elle crut deviner l'origine » dans leur premier tête-à-tête à Hunsford, et « un sourire de fausse incrédulité », lorsqu'elle l'accuse d'avoir brisé le bonheur de Jane. La première déclaration maladroitement prétentieuse de Darcy, est filtrée par sa subjectivité et son ressentiment : « Elle pouvait facilement voir qu'il était certain d'une réponse positive. Il parlait d'appréhension et d'anxiété, mais son attitude exprimait une réelle assurance » (she could easily see that he had no doubt of a favourable answer. He spoke of apprehension and anxiety, but his countenance expressed real security).
Plus tard, elle passe de la surprise incrédule, à Pemberley, en entendant les éloges de Mrs Reynolds (« Est-ce là Mr Darcy ? ») ; au doute, à Lambton, quand il devient distant et préoccupé (« elle comprit aussitôt » qu'il s'éloignait d'elle) ; puis au trouble, quand elle le voit revenir à Longbourn avec Bingley (« sa stupéfaction était presque semblable à celle qu'elle avait ressentie en découvrant le changement de son comportement dans le Derbyshire »), et à l'admiration (lorsqu'elle apprend ce qu'il a fait pour Lydia) au fur et à mesure que ses sentiments pour lui évoluent et qu'elle admet l'idée que, finalement, « sa tendresse [pour elle] et ses vœux n'ont pas changé ».

#### Les autres personnages

##### Les détracteurs
Darcy apparaît en premier à travers le regard et les commérages des habitants de Meryton (Chapitre III). La narratrice en précise les étapes : « un autre jeune homme », l'« ami » de Bingley, « Mr Darcy » qui attire l'attention de l'assemblée par sa noble prestance et la rumeur de sa grande richesse. Mais très vite l'admiration se tourne en animosité quand Darcy ne daigne pas se plier aux usages : « il était l'homme le plus orgueilleux, le plus désagréable du monde ». La superficialité des critères et la versatilité de l'opinion de Meryton, « société bavarde et volubile, vouée au snobisme et à la calomnie », seront souvent dénoncées au cours du récit.
De tous, Mrs Bennet est la plus vindicative, la plus ridiculement tenace dans la « véhémence de sa désapprobation ». La narratrice souligne l'outrance de ses critiques : « elle raconta avec beaucoup d'aigreur et quelque exagération l'impolitesse choquante de Mr Darcy […] un homme très déplaisant, affreux […] Je déteste tout à fait cet homme », et signale qu'Elizabeth, avant de quérir son approbation pour épouser Darcy, se demande « si toute sa richesse et sa noblesse suffiront à vaincre l'horreur qu'il lui inspire ».
George Wickham est le plus sournois, sa version diffamatoire des faits frôlant de près la vérité. À une Elizabeth choquée mais satisfaite d'être confortée dans son antipathie, il brosse avec délectation – Darcy, plus tard, le soupçonnera d'avoir voulu se venger – le portrait d'un « frère ennemi », injustement cruel à son égard, jaloux de la préférence de son père pour son filleul. Rien de ce qu'il lui raconte du comportement de Darcy envers ses tenanciers et Georgiana n'est faux, mais il l'attribue uniquement à la vanité et l'orgueil familial.

##### Les admirateurs

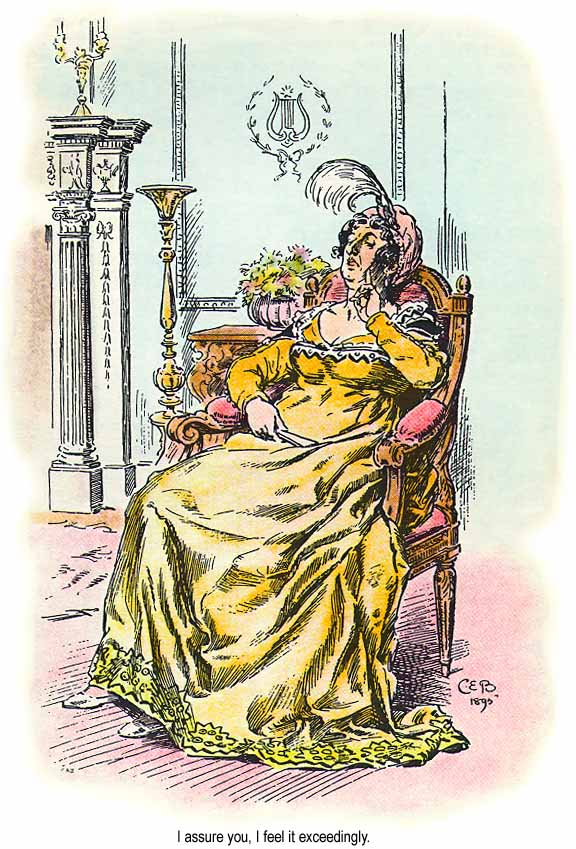
Lady Catherine se déclare persuadée de l'attachement croissant de Darcy pour Rosings.

Ils sont de deux sortes, leur vision de Darcy est donc contrastée, et la narratrice les traite différemment :
Il y a les ambitieux, intéressés par la situation sociale et la richesse du grand propriétaire foncier, qu'elle traite toujours avec ironie et qui verront leurs espoirs déçus.
Miss Bingley, « sa fidèle assistante » qui aimerait bien se faire épouser, approuve tout ce qu'il dit et cherche à lui complaire, ne lui reconnaissant aucun défaut dont on puisse se moquer. Lady Catherine, pétrie d'orgueil et de volonté de puissance, admire en lui le maître de Pemberley, « l'héritier d'une famille très ancienne quoique non-titrée », le neveu qui, en épousant sa riche héritière de fille, augmentera la richesse et le pouvoir de la famille, mais elle n'a finalement pas d'emprise sur lui.
Et il y a ceux dont l'attachement à Darcy repose sur l'affection et la connaissance de ses qualités, mais ils dépendent de lui : Charles Bingley, l'ami fidèle, a une confiance un peu trop aveugle, Georgiana, la petite sœur, un amour rempli d'un respect quasi filial. Mrs Reynolds, l'intendante dévouée, qui le connaît depuis l'enfance, fait de lui un portrait moral particulièrement flatteur, « s'étendant sur ses nombreux mérites avec énergie » : il est bienveillant envers les pauvres comme son père avant lui, c'est le meilleur des maîtres et des propriétaires, tous les employés du domaine ne diront que du bien de lui. Pour Elizabeth, les appréciations de Mrs Reynolds ébranlent un peu plus les certitudes que la lettre de Darcy avait déjà entamées : « Y a-t-il éloge de plus de valeur que celui d'un serviteur intelligent ? ».

##### Les indécis
Les autres personnages, plus sobres ou plus sages, n'ont pas d'opinions tranchées : Jane, toujours mesurée, ne veut pas juger Darcy sans autres preuves que des confidences non vérifiées ; elle considère cependant comme un critère de qualité qu'il soit tombé amoureux d'Elizabeth. Charlotte Lucas lui reconnaît le droit d'être fier, compte tenu de sa situation dans le monde.
Mrs Gardiner reste prudente quand Wickham le dénigre, car elle n'a que de vagues souvenirs d'on-dit sur le caractère du jeune Fitzwilliam Darcy. Après l'avoir rencontré à Pemberley, elle ne lui reconnaît qu'un peu de « hauteur », qu'elle ne juge « pas déplacée », et, après son intervention pour organiser le mariage de Lydia, écrit à Elizabeth tout le bien qu'elle pense de lui, de ses opinions et de son comportement à leur égard.

### L'expression directe
Contrairement à Wickham, Darcy ne porte pas de masque : l'homme public et son être intime sont identiques ; aussi ses interventions dans les dialogues éclairent-elles les côtés désagréables comme les côtés profonds de son personnage, mais c'est dans la lettre à Elizabeth où il analyse ses motivations, et lui dévoile des faits que seul le colonel Fitzwilliam connaît aussi, qu'il parle à voix nue. Cette lettre, dont Elizabeth est obligée d'admettre la sincérité et la véracité, relève du monologue intérieur. Elle révèle directement au lecteur toute la complexité, le contexte familial, le sens des responsabilités de Darcy, sans le biais de la narratrice omnisciente, ou l'écran d'Elizabeth.
Les conversations explicatives finales entre les deux héros, signes qu'ils ont tous deux vaincu leurs pré-jugés et leur orgueil mal placé (improper pride), soulignent leur compréhension mutuelle, fondées sur la tolérance et le compromis. Jane Austen y présente un Darcy courtois, ouvert, sincère, préfiguration du héros selon les normes de la littérature victorienne.

## De l'écrit à l'écran
Orgueil et Préjugés est, de tous les romans de Jane Austen, celui qui a bénéficié du plus grand nombre d'adaptations, que ce soit pour le grand ou le petit écran. Mais transposer à l'écran un texte publié en 1813 pose au scénariste et au metteur en scène un certain nombre de problèmes. De plus, comparer les diverses interprétations du personnage nécessite d'avoir accès aux œuvres, ce qui n'est possible, en France, que pour quatre adaptations « en costumes ».

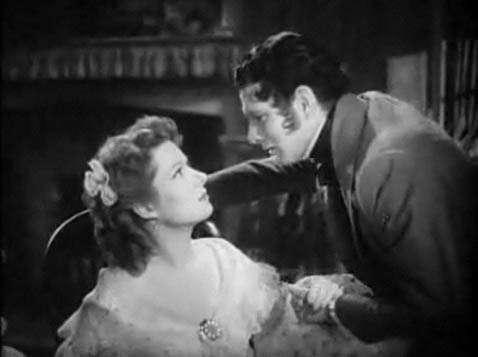
La demande en mariage à Hunsford, par Laurence Olivier dans le film de 1940.

Le personnage principal est toujours un personnage féminin dans les romans de Jane Austen, et Darcy apparaît au lecteur essentiellement sinon exclusivement à travers la vision d'Elizabeth. Cette position effacée ne peut satisfaire un spectateur et surtout une spectatrice moderne qui a besoin de voir un héros masculin digne d'être aimé par l'héroïne. Les scénaristes ont donc souvent étoffé le rôle de Darcy, pour en faire un héros à part entière et non un personnage secondaire. Il faut aussi satisfaire un public dont la mentalité a beaucoup évolué, des spectateurs habitués aux love stories romantiques. Les adaptations rééquilibrent donc la relation hommes/femmes, en donnant aux protagonistes masculins une place de choix dans l'intrigue.
Mais les adaptations sont aussi tributaires de l'époque où elles sont réalisées.

### Orgueil et Préjugés, 1940
Dans la première version pour le cinéma, celle de 1940, l'intrigue est menée selon l'esthétique à la mode des screwball comedies hollywoodiennes, et Laurence Olivier joue un Darcy snob, méprisant Elizabeth parce que d'une classe sociale inférieure à la sienne. La rapidité de l'action ne permet pas de donner de la profondeur au personnage, et ses apparitions à l'écran sont peu nombreuses. Son rôle est souvent réduit à celui de faire-valoir de Greer Garson, qui joue une Elizabeth délurée et insolente. Cependant l'acteur, qui a joué avec succès Heathcliff l'année précédente , a un jeu très expressif, particulièrement dans la scène de la demande en mariage ou celle de la réconciliation.

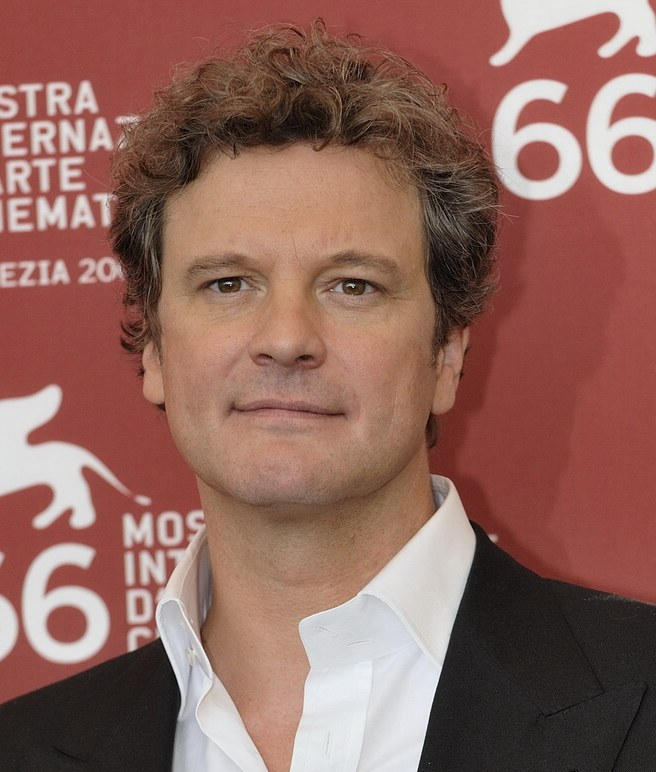
Colin Firth reste pour nombre de spectateurs « le parfait Mr Darcy ».

### Orgueil et Préjugés, 1980
Le scénario et la mise en scène de la version de 1980, en cinq épisodes pour la BBC, présentent, comme dans le roman, un Darcy vu de l'extérieur : le spectateur le voit donner sa lettre à Elizabeth, il découvre l'arrivée de Darcy à Pemberley et ce qu'il a fait pour Lydia en même temps qu'Elizabeth. Le grand et sombre David Rintoul joue un personnage méprisant et snob, distant et réservé, mais la production a choisi de ne pas faire apparaître dans le jeu de l'acteur l'évolution psychologique du personnage, aussi garde-t-il une certaine raideur et un visage impassible, qui ne s'éclaire qu'à la fin, dans les scènes d'explication tirées des chapitres 16 et 18 du tome III, où on le voit sourire à une Elizabeth au comportement plutôt réservé, sous les branches d'un grand arbre.

### Orgueil et Préjugés, 1995
L'adaptation en six épisodes que fit Andrew Davies pour la BBC en 1995 fait au contraire la part belle à Darcy, mettant en évidence ce qui n'est qu'esquissé, ou sous-entendu, dans le roman. Colin Firth en fait un personnage hautain et sûr de lui, mais rapidement troublé par Elizabeth, et attiré par elle physiquement et intellectuellement. La mise en images d'éléments narratifs comme la lettre à Elizabeth, et des scènes ajoutées, comme la scène d'ouverture où on le voit à cheval avec Bingley et celle où il s'entraîne dans une salle d'armes, font apparaître une personnalité complexe. Mais, pour Andrew Davies, Darcy est aussi un jeune homme qui a besoin parfois de se libérer du carcan de ses responsabilités, d'où la scène de l'étang, scène de purification qui symbolise sa transformation, puisqu'il se débarrasse, en même temps que de ses habits, de son orgueil et de ses préjugés sociaux. Les scènes finales, ajoutées elles aussi, montrent le double mariage, puis un Darcy maintenant très souriant, qui, une fois que la calèche qui les emporte loin de la société s'est ébranlée, embrasse sa jeune épouse, geste que Jane Austen aurait certainement jugé très « improper », mais qui répond aux attentes des spectateurs modernes.

### Orgueil et Préjugés, 2005
La dernière version hollywoodienne, le film sorti en 2005, centre à nouveau le récit sur Elizabeth, et montre un Darcy très jeune, plus timide qu'orgueilleux, un jeune homme qui pleure encore la mort de ses parents, qui se cherche encore, subjugué corps et âme par l'amour. Dans l'interprétation de Matthew Macfadyen Darcy est un personnage qui a beaucoup de mal à échapper à sa conception hiérarchisée de la société, mais qui doit passer à une vision complètement romantique de la vie pour se faire accepter par Elizabeth. Leur attirance sexuelle réciproque est visible dès la scène orageuse de la première demande en mariage, mais ce Darcy-là doit encore mûrir émotionnellement. Son défaut est moins l'orgueil qu'une sorte de maladresse agressive dans son comportement.

## Postérité du personnage

### Darcymaniaet avatars
Dans le monde anglo-saxon, Jane Austen est souvent considérée comme la créatrice du roman d'amour (romance novel, que la collection Harlequin a contribué à populariser), et Darcy non seulement comme le plus romantique des héros de toute la littérature, mais aussi comme l'archétype de l'idéal masculin. L'intérêt pour le « délicieux » Darcy, comme l'appelle Mary Russell Mitford, commence dès la parution du roman et, en admirant « un homme comme Darcy », elle semble oublier qu'il est un être de papier.

#### À l'écran

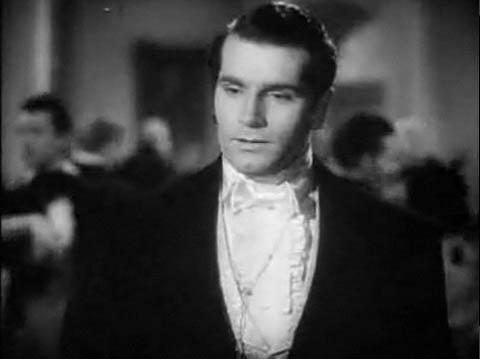
Darcy interprété par Laurence Olivier

Cependant, la « Darcymania » s'applique surtout aux adaptations à l'écran : il y en a eu une première vague en 1940 à la sortie du film américain, autour de Laurence Olivier. Une autre, centrée sur Colin Firth, a suivi la diffusion de Orgueil et Préjugés, téléfilm de la BBC en Angleterre puis aux États-Unis en 1996. Le réseau Internet l'a relayée : plusieurs sites consacrés à Jane Austen sont apparus, notamment le très sérieux Republic of Pemberley, qui contient aussi des « fanfictions » dont un grand nombre ont Darcy comme personnage principal, et Derbyshire Writers' Guild. Des œuvres imprimées ont suivi, la plupart en langue anglaise. La diffusion du téléfilm en DVD et en version française a fait découvrir la série, et parfois le roman, aux francophones et entraîné la création de forums en français.
Les deux adaptations modernisantes d'Orgueil et Préjugés font de Darcy un étranger confronté à une société spécifique : un Anglais à une communauté mormone dans Pride & Prejudice: À Latter Day Comedy en 2003, et un bel Américain à la société indienne dans Coup de foudre à Bollywood (Bride and Prejudice) en 2005, se heurtant à une Elizabeth qui poursuit ses études ou tient à son travail.
L'interprétation de Darcy par Matthew Macfadyen dans le film de Joe Wright de 2005 a relancé une vague de « Darcymania », quoique nettement moins marquée que celle suscitée par Colin Firth. L'audience, liée à une sortie sur grand écran et à la présence de Keira Knightley dans le rôle principal, a entraîné l'apparition en français de forums, de blogs et d'œuvres de fiction inspirées par cette vision de Darcy, qui proposent une suite de l'histoire.
En 2008 Orgueil et Quiproquos, version parodique et humoristique d’Orgueil et Préjugés, présente un Darcy (Elliot Cowan) moins archétypal que celui du roman, une sorte de version alternative du héros iconique, qui, déstabilisé par sa plongée dans le Londres de 2008, se débarrasse de ses derniers préjugés et accepte son amour pour Amanda Price, commençant à descendre de son piédestal aristocratique.
Une première transposition en web-série, The Lizzie Bennet Diaries, parait sur YouTube du 9 avril 2012 au 28 mars 2013. Elle se présente comme le blog vidéo personnel de Lizzie Bennet, jeune Californienne qui prépare un diplôme en communication de masse, et suit assez fidèlement la trame du roman, montrant essentiellement William Darcy (Daniel Vincent Gordh) à travers le regard, au début très négatif, de l'héroïne, qui, comme celle du roman éponyme, apprend peu à peu à découvrir sa véritable personnalité et à l'aimer.

#### En littérature
L'avatar de papier le plus célèbre reste Marc Darcy, le romantique rival de Daniel Cleaver dans le cœur de Bridget Jones, personnage créé le 28 février 1995 par Helen Fielding pour The Independant. Inspiré par l'interprétation de Colin Firth, Marc Darcy apparaît le 3 janvier 1996 dans les colonnes du journal. Son rôle est beaucoup plus développé dans le roman paru en octobre 1996.

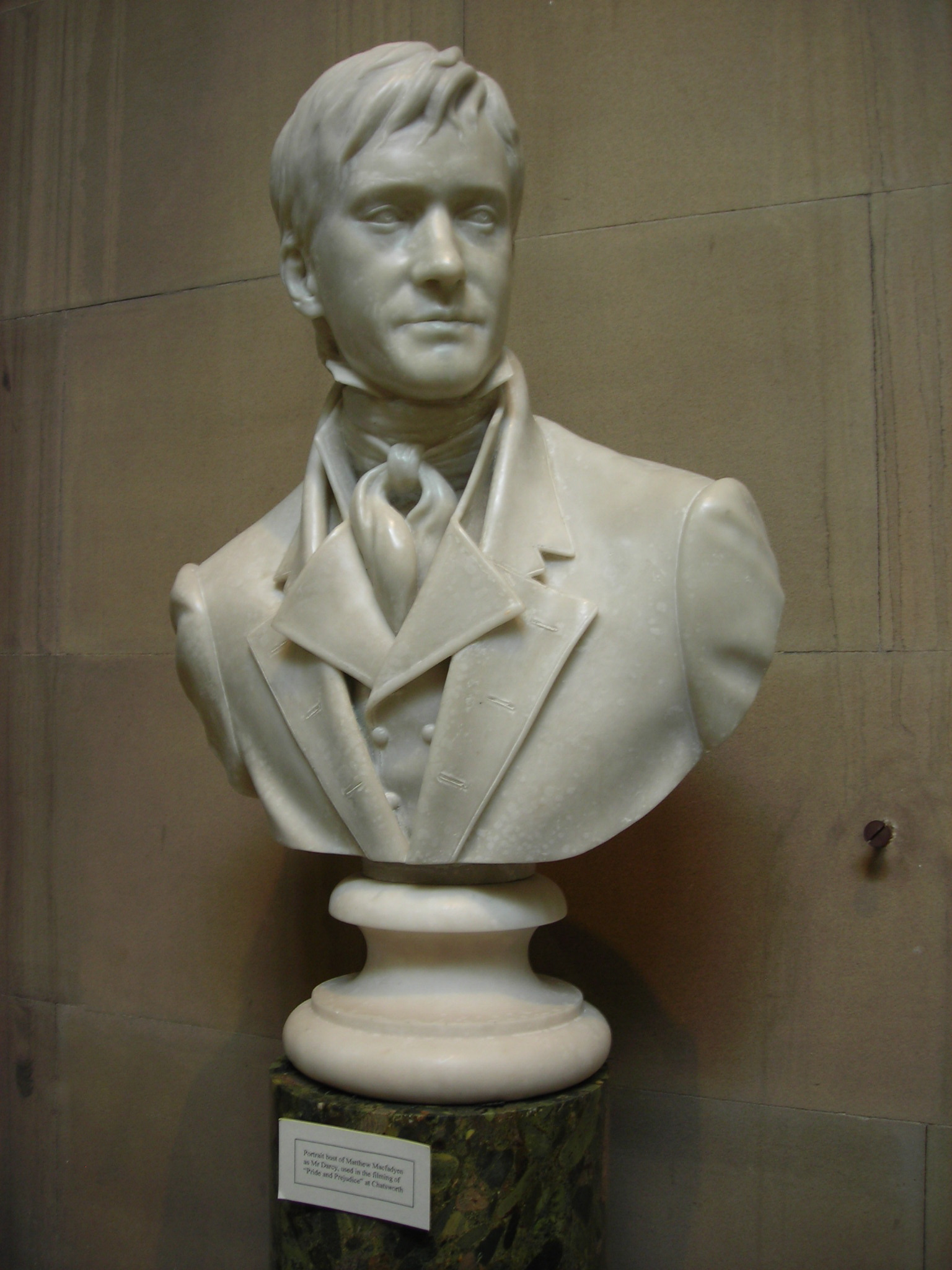
Le buste de Darcy créé pour les besoins du film de 2005.

Les nombreux auteurs d'adaptations du roman, qu'il s'agisse de réécritures (développement des ellipses narratives, par exemple) ou d'œuvres dérivées (prequels, sequels), donnent souvent beaucoup de place à Darcy. On peut citer, parmi une vaste production parfois réussie, Fitzwilliam Darcy, Gentleman, (trois volumes, 2003, 2004, 2005, en partie traduits en français) de Pamela Aidan, ou The Darcys and the Bingleys (2008) de Marsha Altman. Les auteurs imaginent aussi le couple Darcy résolvant des mystères ou des intrigues policières, comme North by Northanger (or the Shades of Pemberley): A Mr & Mrs Darcy Mystery de Carrie Bebris (2007) ou exploitent le goût du public pour les histoires de vampires et le paranormal, d'où le parodique Orgueil et préjugés et zombies ou Mr Darcy Vampyre de la prolifique Amanda Grange, parus en 2009.

#### Ailleurs…
Prosper Mérimée, qui avait à défendre sa réputation de séducteur, se met en scène dans un roman paru en 1833, La Double Méprise, sous le masque du personnage principal masculin qu'il appelle Darcy.
Dans le film britannique St Trinian's, sorti en 2007, où joue Colin Firth, le petit chien s'appelle Mr Darcy.
Durant la campagne électorale pour l'élection présidentielle américaine de 2008, on a pu lire, dans le New York Times du 3 août 2008, un article développant l'idée que « le sénateur (Obama) est une incarnation moderne de l'intelligent, hautain, réservé et pointilleux Mr Darcy ».
Dans un contexte tout différent, une protéine (MUP), qui joue un rôle important dans l'attraction sexuelle d'une souris pour un mâle donné, a été baptisée Darcin en 2010, en hommage ironique à Darcy (et la fascination qu'il exerce tant sur Elizabeth Bennet que sur les lectrices d'Orgueil et Préjugés),.

### Représentations
On sait que Jane Austen se faisait une idée très précise de Jane et Elizabeth Bennet, mais elle n'a pas dit comment elle imaginait son héros masculin. Elle signale bien deux représentations de Darcy dans le roman, une miniature et un grand portrait qui joue un rôle important dans la compréhension de Darcy par Elizabeth, mais spécifie seulement que le personnage du portrait est « extraordinairement ressemblant » et « souriant ».
Les premières représentations de Darcy apparaissent dans les premières éditions illustrées du roman, à la fin du XIXe siècle, par C. E. Brock à partir de 1885, puis Hugh Thomson en 1894 et H. M. Brock en 1898.
Pour les besoins des séries de 1980 et 1996 ont été exécutés deux miniatures et deux portraits : un portrait en buste de Darcy/Rintoul pour la première et un grand portrait en pied de Darcy/Colin Firth dans le style de Thomas Lawrence pour la seconde. Dans le film de 2005, c'est un buste en marbre de Darcy/Macfadyen, qu'Elizabeth contemple dans la galerie des sculptures. Ce buste se trouve toujours à Chatsworth House.